# 7716 Ube
7716 Ube (1996 DA3) là một tiểu hành tinh vành đai chính được phát hiện ngày 22 tháng 2 năm 1996 bởi A. Nakamura ở Kuma Kogen.